# Sarmi Orai Airport
Sarmi Orai Airport är en flygplats i Indonesien.   Den ligger i kabupatenet Kabupaten Sarmi och provinsen Papua, i den östra delen av landet, 3 600 km öster om huvudstaden Jakarta. Sarmi Orai Airport ligger 2 meter över havet.
Terrängen runt Sarmi Orai Airport är mycket platt. Havet är nära Sarmi Orai Airport åt nordost.